# Ematheudes kenyaensis
Ematheudes kenyaensis is een vlinder uit de familie snuitmotten (Pyralidae). De wetenschappelijke naam van deze soort is voor het eerst geldig gepubliceerd in 1998 door Shaffer J. C..
De soort komt voor in tropisch Afrika.